# Gagea liotardii
Gagea liotardii är en liljeväxtart som först beskrevs av Kaspar Maria von Sternberg, och fick sitt nu gällande namn av Schult. och Julius Hermann Schultes. Gagea liotardii ingår i Vårlökssläktet och i familjen liljeväxter. Inga underarter finns listade.